# باشگاه فوتبال اندیجان
باشگاه فوتبال اندیجان (به ازبکی: FK Andijon) یک باشگاه تیم فوتبال در شهر اندیجان ازبکستان است.